# Hermann Barrelet
Pour les articles homonymes, voir Barrelet.
Hermann Joseph Barrelet, né le 25 septembre 1879 à Colombier (Neuchâtel) en Suisse et mort le 24 septembre 1964,, est un rameur français. Il a notamment été champion olympique en skiff en 1900.

## Biographie

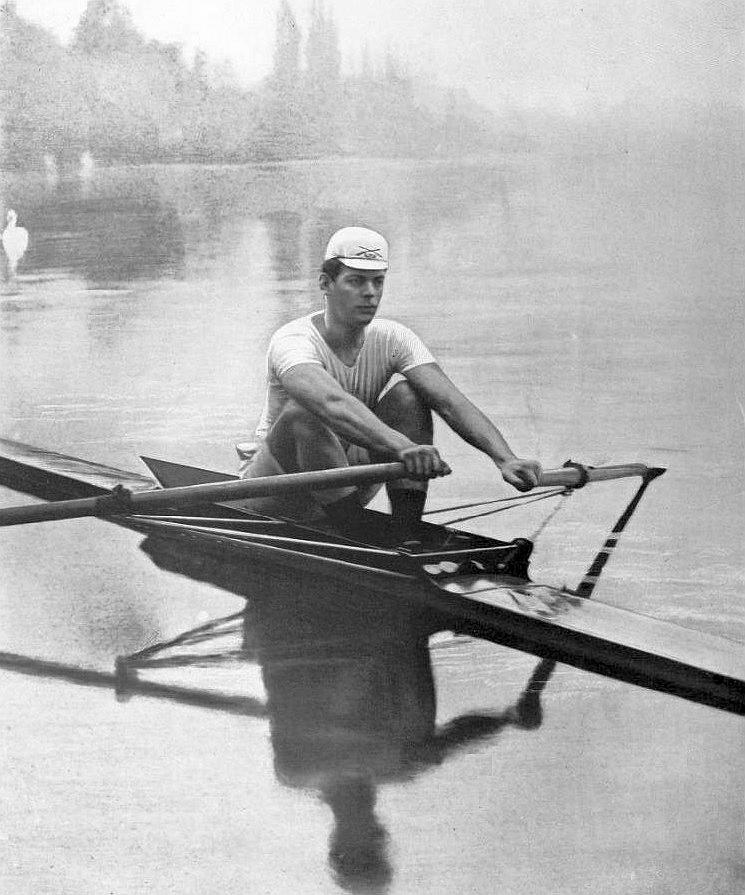
Hermann Barrelet en 1901.

Né en Suisse d'un père notaire à Colombier, il s'installe avec sa famille à Enghien-les-Bains vers 1900. Il est titulaire d'un baccalauréat de philosophie.
Licencié dès ses débuts à la Société nautique d'Enghien, Hermann Barrelet est l'un des plus grands rameurs français de la SNE. Il gagne en 1899 plusieurs régates notamment en skiff, en deux seniors avec G. Mac Henry et en quatre Senior avec Piaggio, Mac Henry et Bacard. Le 26 août, il devient champion olympique devant son compatriote André Gaudin sur le bassin d'Asnières-Courbevoie, à l’occasion de l’Exposition universelle de 1900. Il remporte la régate olympique de 1 750 m environ en 7 min 35 s 6, entre le pont Bineau et le pont ferroviaire d'Asnières. Encore aujourd’hui, il est le seul Français à avoir remporté un titre olympique en skiff. Il remporte aussi le titre de champion d'Europe du skiff en 1901.
Après sa carrière d’athlète, il devient en 1908 entraîneur. Il emmène quelques rameurs à un niveau international avec la victoire du double Touvet Barrelet (son jeune frère) et C. Monniot qui ont été successivement champions de Paris, vainqueurs du match Paris – Francfort et champions d’Europe. Il entraîne également le huit senior de la SNE qui fait venir 10 à 12 000 spectateurs lors des régates d’Enghien en 1909.
La même année 1909, il est également champion d'Europe du huit rameurs de couple (1.8 kilomètres en ligne droite, avec Roche, de La Plane, Deltour, Henon, Rolland, Doyen et Hott, pour la Société Nautique de la Basse-Seine). 
En 1913, son frère Thouvet est champion d'Europe du deux de couple avec le Russe Anatole Peresselenzeff.
Durant les années 1910, Hermann est directeur de la Lloyds Bank à Paris. Thouvet quant à lui dirige une importante maison américaine de machines-outils rue de Rocroy.
Il est fait chevalier de la légion d'honneur, selon décret paru au Journal officiel le 17 janvier 1926.

## Palmarès en skiff
- Champion de France 1898[7] et 1901[1]
- Médaille d'or en skiff aux Jeux olympiques de 1900
- Champion d'Europe 1901

## Liens externes

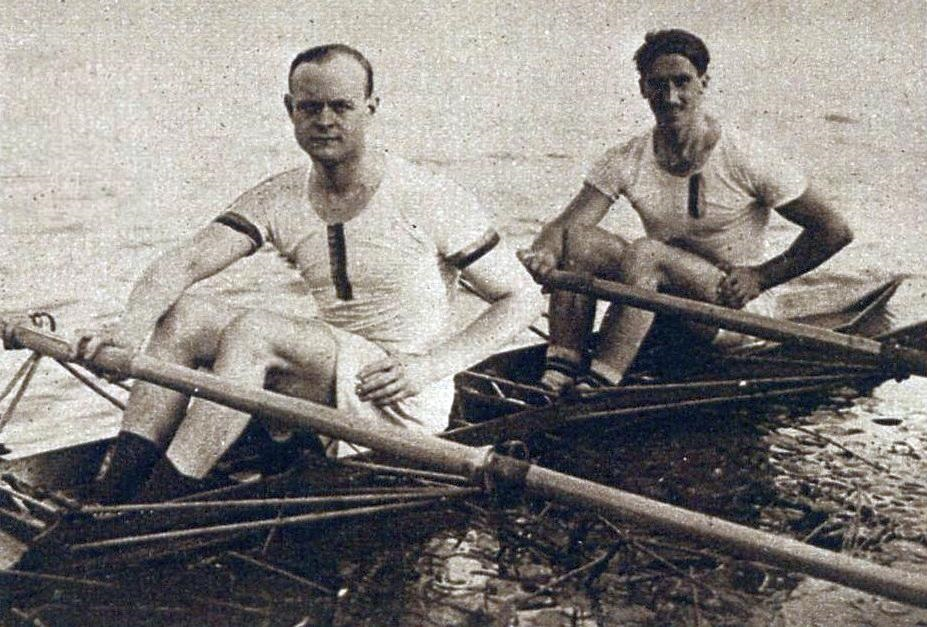
Thouvet Barrelet (devant), champion d'Europe 1913 en double-scull avec le Russe Anatole Peresselenzeff (derrière).